# Joseph Hörmeyer
Joseph Hörmeyer (Sankt Pölten, 29 de fevereiro de 1824 — Viena (?), 1866) foi um militar e cronista austríaco ativo também no Brasil.
Nada se sabe sobre sua vida antes de chegar ao Brasil em 1851, contratado pelo governo para lutar na Guerra do Prata, ocupando o posto de capitão da infantaria. Fez andanças pelo interior do Rio Grande do Sul, conheceu as colônias alemãs, e em 1854 desligou-se do exército imperial. Em seguida visitou brevemente colônias no estado de Santa Catarina, e no mesmo voltou para a Europa, onde passou a escrever panfletos e crônicas divulgando o Rio Grande do Sul.
Dois trabalhos são de especial interesse. O primeiro é Beschreibung der Provinz Rio Grande do Sul in Südbrasilien mit besonderer Rücksicht auf deren Kolonisation, publicado em Coblenz ainda em 1854, e mais tarde traduzido para o português com o título de O Rio Grande do Sul de 1850: descrição da Província do Rio Grande do Sul no Brasil meridional (Luzzatto, 1986). Em 1863 lançou outra obra, Was Georg seinen deutschen Landsleuten über Brasilien zu erzählen weiss, ricamente ilustrada e publicada em Leipzig, que abandona em parte o estilo da crônica de viagem, desenvolvendo um enredo romanceado e semi-ficcional, cujo protagonista, Georg, tem traços autobiográficos. Uma segunda edição apareceu postumamente em 1869, bastante modificada, com o título Georg, der Auswanderer. Oder: Ansiedlerleben in Süd-Brasilien. Illustrierte Schilderungen zur Erwägungen für Wanderlustige.
Seus relatos pintaram um retrato muito positivo das colônias alemãs, salientando o clima salubre, a terra boa e as possibilidades de enriquecimento, e foram importantes no âmbito do programa colonizador do governo brasileiro, que desde antes da Independência estava buscando imigrantes para povoar vazios demográficos no sul do Brasil e dinamizar a produção rural. Seu empenho pela causa lhe valeu a indicação do Governo Imperial para ocupar o cargo de agente da emigração em Viena. Contudo, os colonos encontravam de fato muitas dificuldades, que não eram mostradas na propaganda oficial, em vários locais chegaram a ser tratados como escravos, e isso repercutiu negativamente na Europa através de relatos como o de Thomas Davatz. Neste contexto, autoridades como J. J. Sturz, antigo cônsul brasileiro em Hamburgo, passaram a fazer uma agressiva contra-propaganda, procurando desestimular os possíveis candidatos. Devido a isso, no final do século o governo passou a se voltar para colonos de outras nacionalidades, especialmente italianos.
Suas obras foram bastante elogiadas na época, e continuam sendo uma valiosa fonte de informação sobre o contexto colonial em meados do século XIX, além de trazerem interessantes descrições da paisagem, das cidades, dos tipos humanos, dos costumes locais, da economia e outros tópicos. Georg, der Auswanderer, considerado por Gerson Neumann seu melhor trabalho, tem um valor aumentado pelo seu atraente estilo literário.